# Lužná (Kopřivná)
Lužná (dříve Velviz, německy Pföhlwies) je malá vesnice, část obce Kopřivná v okrese Šumperk. Nachází se asi 2 km na jihozápad od Kopřivné. Vesnicí prochází silnice II/446. V roce 2009 zde bylo evidováno 11 adres. V roce 2001 zde trvale žilo 11 obyvatel.
Lužná leží v katastrálním území Lužná u Hanušovic o rozloze 2,1 km2.

## Název
V nejstarším dokladu z roku 1577 je vesnice jmenována jako Felvíz. Původní podoba asi byla Velviz (v mužském rodě) a byla odvozena od osobního jména Vel(e)vid - význam tedy byl "Velevidův majetek". Hláskovou úpravou a přikloněním konce slova k Wiese ("louka") vznikla německá podoba Pfälwiesen, která se po hláskových obměnách v 19. století ustálila na Pföhlwies. Po druhé světové válce byla vesnice přejmenována na Lužná.

## Historie
První písemná zmínka o obci pochází z roku 1577.

## Pamětihodnosti
- zřícenina Nového hradu

## Fotogalerie

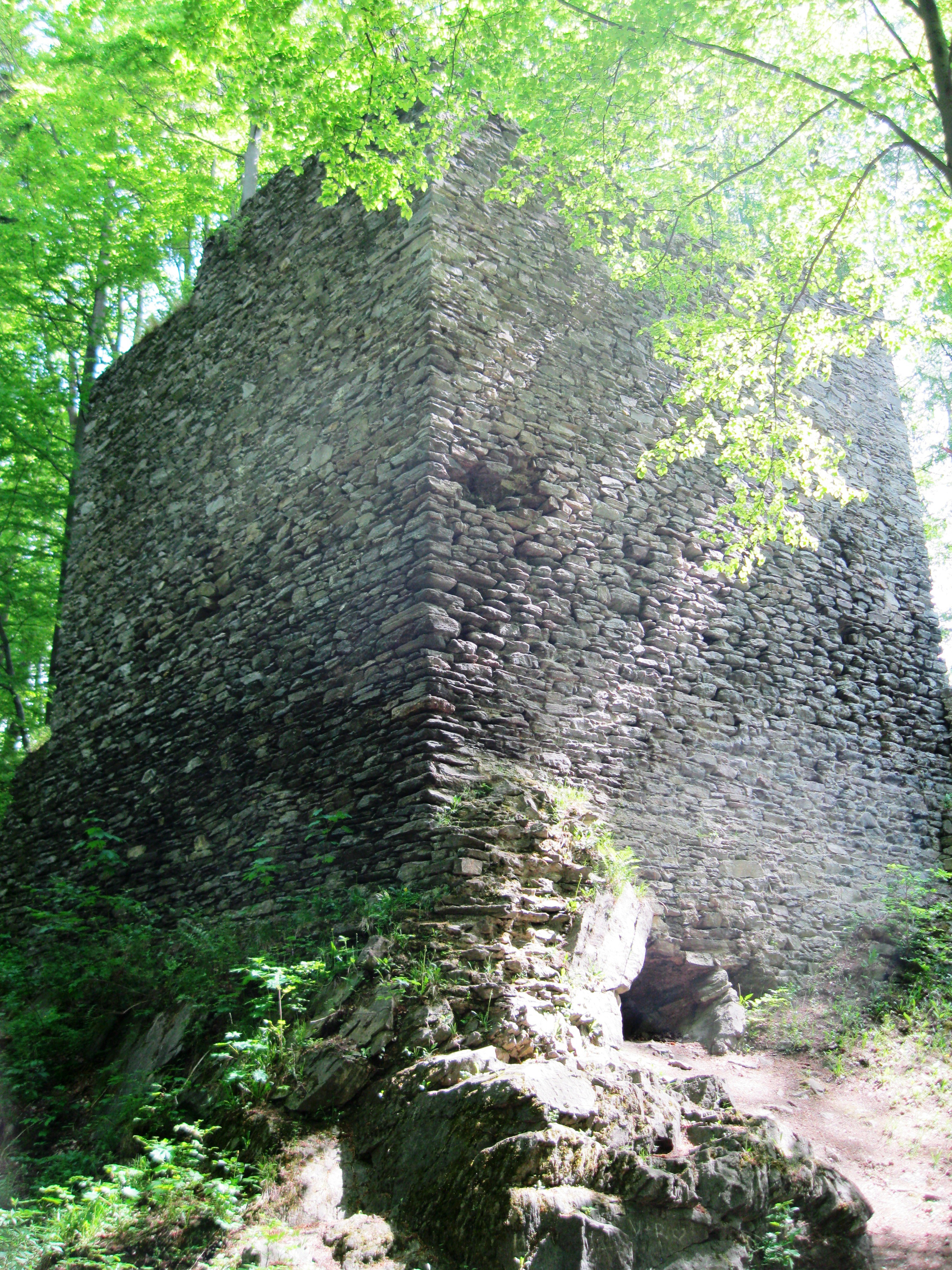
Zřícenina Nový hrad
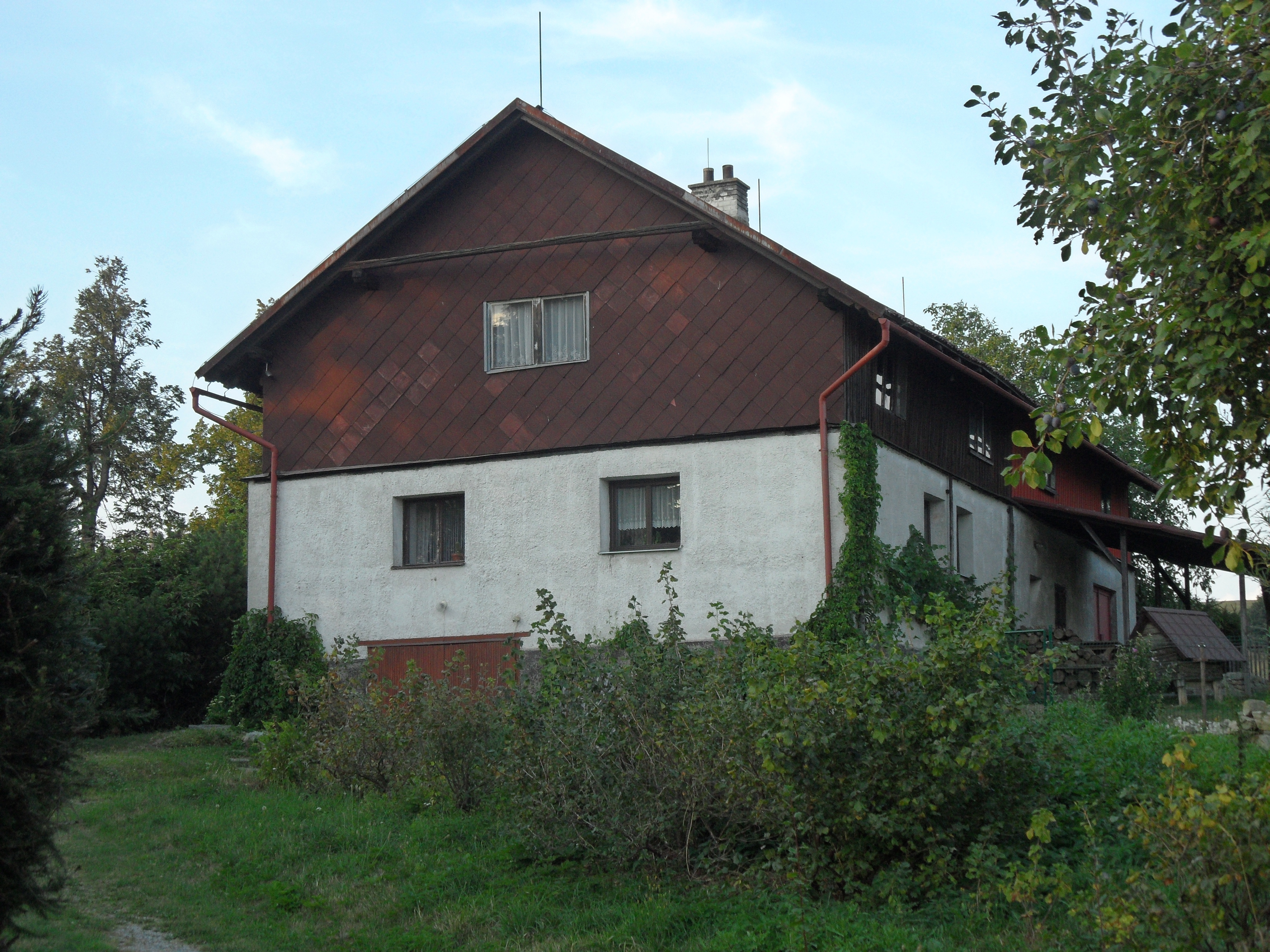
Rodinný dům
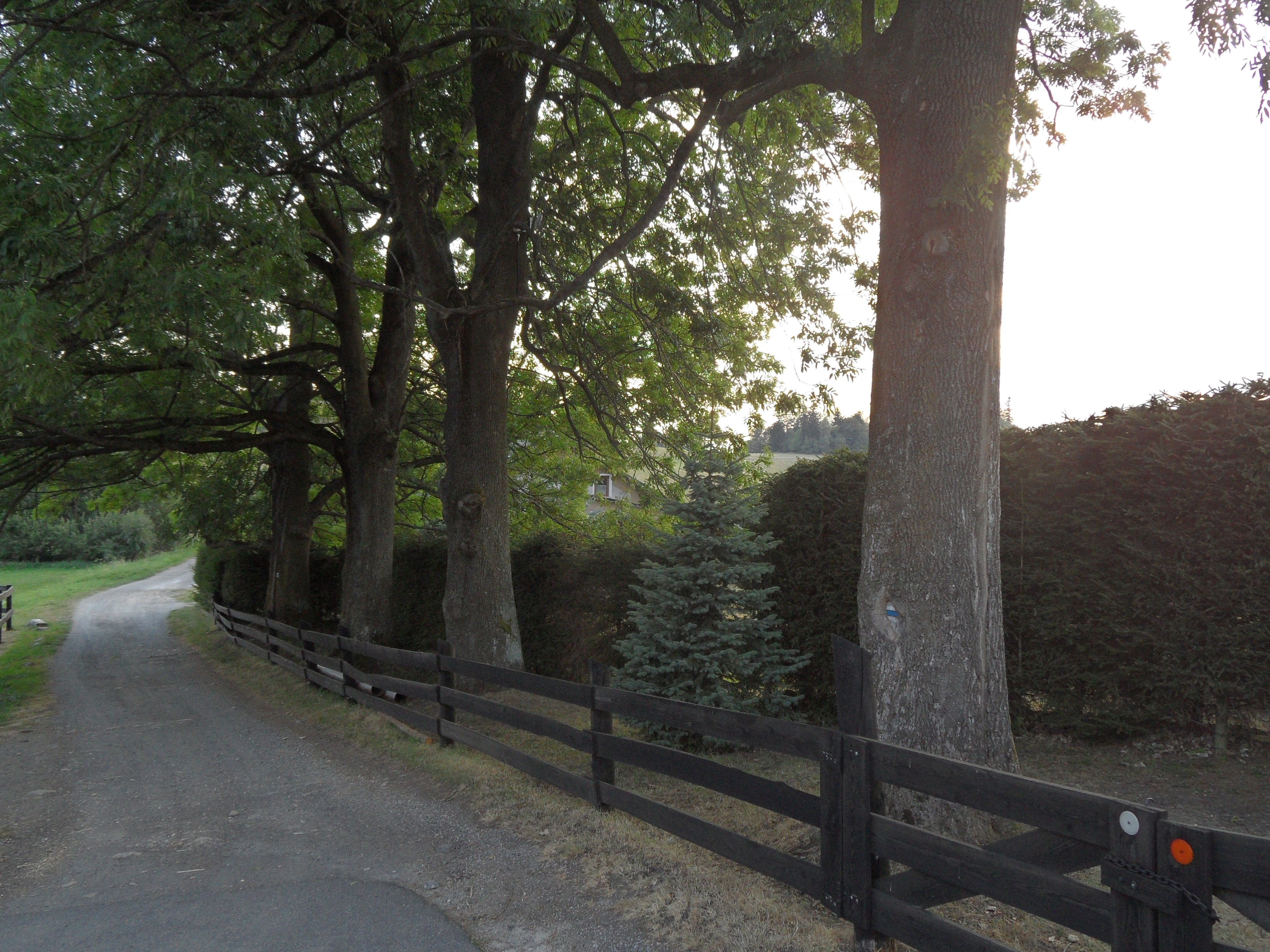
Alej
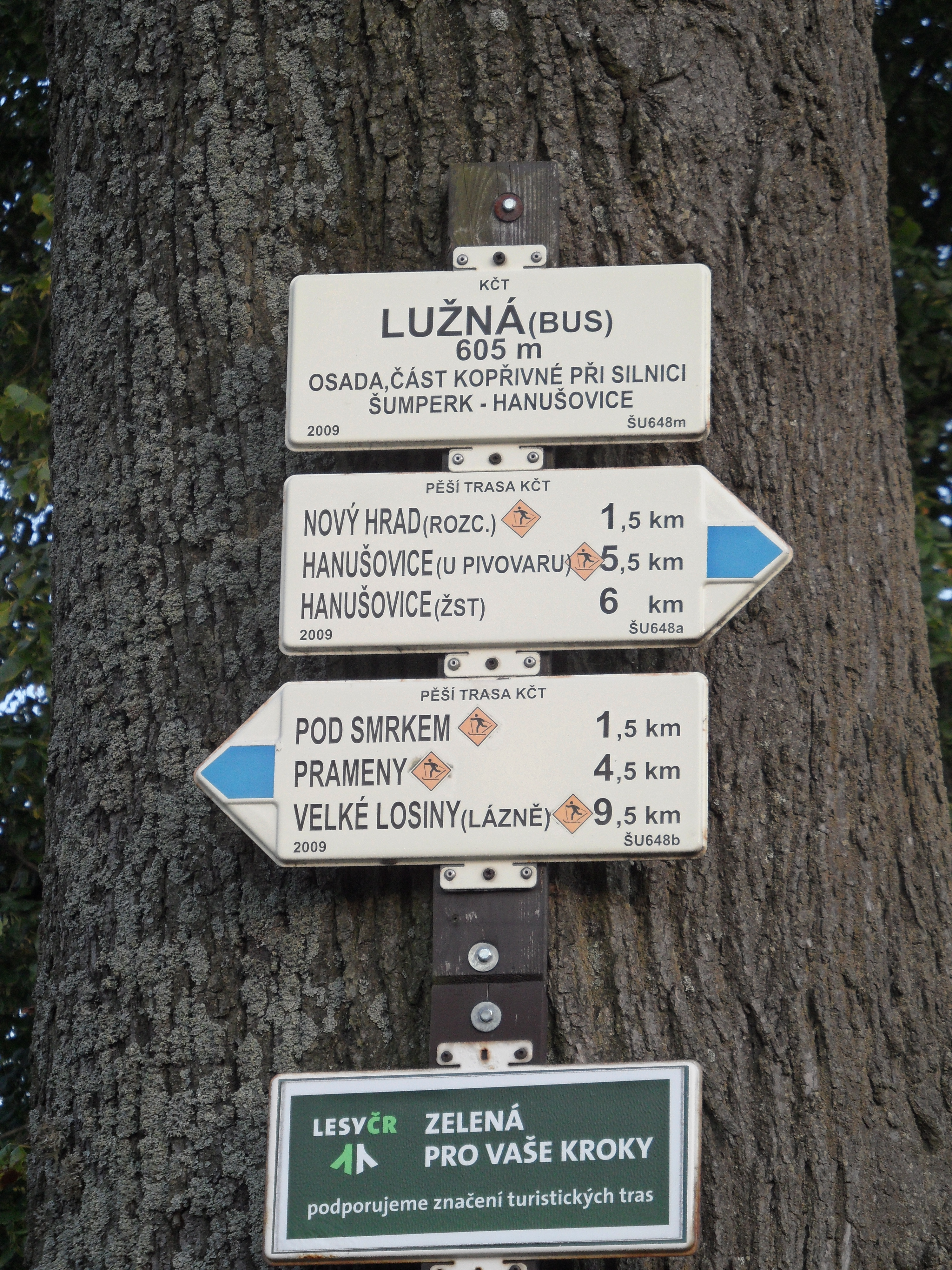
Rozcestník